# 青海当归
青海当归（学名：Angelica nitida）为伞形科当归属下的一个种。

## 扩展阅读
- 維基物種上的相關：青海当归